# Little LEO
Little LEO wurde als Begriff für in der Regel kleinere Satelliten in einer niedrigen Erdumlaufbahn (Low Earth Orbit, LEO) geprägt, die über Frequenzbänder unterhalb von 1000 Megahertz kommunizieren. Für solche Systeme sind weltweit im Ultrakurzwellenbereich Frequenzen von 137 bis 150 MHz zugeteilt. Die Nutzung dieser Bereiche durch kommerzielle Satellitenbetreiber wurde ab 1996 von Funkamateuren als Bedrohung für eine weitere öffentliche Nutzbarkeit des 2-Meter-Amateurbandes wahrgenommen und bekämpft.
Nur das Unternehmen Orbcomm hat in diesem Bereich Frequenzen für Satellitenfunkdienste lizenziert. Ansonsten gehören Amateurfunksatelliten wie der Saudi-OSCAR 50 zu den Little-LEO-Systemen.
Im Gegensatz zu Little-LEO-Systemen kommunizieren die in der Regel größeren Big-LEO-Systeme auf Frequenzen oberhalb 1000 Megahertz, z. B. als Iridium oder Globalstar, wo auch mehr Bandbreite zur Verfügung steht.